# Erioptera (Erioptera) pompalis
Erioptera (Erioptera) pompalis is een tweevleugelige uit de familie steltmuggen (Limoniidae). De soort komt voor in het Oriëntaals gebied.